# 1060
Високе Середньовіччя  •  Золота доба ісламу  •  Реконкіста  •  Київська Русь

## Геополітична ситуація
Візантію очолює Костянтин X Дука. Малолітній Генріх IV є королем Німеччини, а малолітній Філіп I — королем Франції.
Апеннінський півострів розділений між численними державами: північ належить Священній Римській імперії, середню частину займає Папська область, південна частина півострова належить частково Візантії, а частково окупована норманами. Південь Піренейського півострова займають численні емірати, що утворилися після розпаду Кордовського халіфату. Північну частину півострова займають християнські Кастилія, Леон (Астурія, Галісія), Наварра, Арагон та Барселона. Едвард Сповідник править Англією, Гаральд III Суворий є королем Норвегії, а Свейн II Данський — Данії.
У Київській Русі триває княжіння Ізяслава Ярославича. У Польщі княжить Болеслав II Сміливий. У Хорватії править Петар Крешимир IV. На чолі королівства Угорщина став Бела I.
Аббасидський халіфат очолює аль-Каїм, в Єгипті владу утримують Фатіміди, почалося піднесення Альморавідів, у Середній Азії правлять Караханіди, Хорасан окупували сельджуки, а Газневіди захопили частину Індії. У Китаї продовжується правління династії Сун. Значними державами Індії є Пала, Чола. В Японії триває період Хей'ан.

## Події
- 7-річний Філіп I став королем Франції при регентстві матері, Анни Київської та графа Фландрії Бодуена V.
- Роберт Гвіскар у травні захопив у візантійців Таранто, продовжуючи підкорення Апулії, але в жовтні візантійці повернули собі місто.
- Інший представник норманів, Рожер Отвіль, спробував відбити в арабів Мессіну на Сицилії, але відійшов, довідавшись про контрнаступ візантійців на півдні Італії.
- Королем Угорщини став Бела I.
- Стенкіль став королем Швеції.
- Приєднання Тортоса до Сарагоси.
- Сельджукам підкорився Південний Ірак. Торгул-бек увійшов у Багдад і відновив аль-Каїма на посаді халіфа.